# 柳沢澄子
柳沢 澄子（柳澤 澄子、やなぎさわ すみこ、1913年11月22日 - 2013年9月20日）は、日本の被服学者。お茶の水女子大学名誉教授。被服構成学を研究した。

## 生涯
長野県生まれ。1934年東京女子高等師範学校家事科卒。1959年「日本人成人女子の生体学的研究並びにそれによる衣服寸法の基準設定」で東京大学医学博士。長野県女子専門学校教授、実践女子専門学校教授、東京女子高等師範学校助教授、お茶の水女子大学教授。79年定年退官、名誉教授、大妻女子大学教授。

## 著書
- 『被服体型学』光生館 1976
- 『私の歩んだ道 被服構成学の半世紀 随想集』私家版 1992

### 編著
- 『被服構成学』編 お茶の水女子大学家政学講座 光生館 1971
- 『被服構成学実験』編著　家政学実験シリーズ　産業図書 1977
- 『服装概説 菅原教造先生遺稿集』編 近藤出版社 1989
- 『着装の科学』近藤四郎共編著 光生館 1996
- 『子どもの心身の発達を促す手仕事のすすめ 折る・編む・縫う』祖父江茂登子,近藤四郎共編著 家政教育社 1997
- 『フェルトは生きている! フェルトで作った小品集 私家版』柳澤由紀原画 つばき工房 1998

## 論文
- <柳沢澄子